# 長崎県道200号薄香港線
長崎県道200号薄香港線（ながさきけんどう200ごう うすかこうせん）は、長崎県平戸市を通る一般県道である。

## 概要
平戸市鏡川町の薄香港から長崎県道19号平戸田平線までを結ぶ。途中に薄香簡易郵便局がある。
かつて（1991年（平成3年）まで）薄香港からは生月島へのフェリーが就航していて、フェリーの接続道路としての利用が多かった。

### 路線データ
- 起点：長崎県平戸市鏡川町
- 終点：長崎県平戸市鏡川町（薄香入口交差点、長崎県道19号平戸田平線交点）
- 総延長：1 km

## 地理

### 通過する自治体
- 平戸市

### 交差する道路
| 交差する道路           | 交差する場所 | 交差する場所          |
| ---------------------- | ------------ | --------------------- |
| 長崎県道19号平戸田平線 | 鏡川町       | 薄香入口交差点 / 終点 |

### 沿線
- 薄香簡易郵便局
- 薄香漁港